# Thanh Bình, Trảng Bom
Thanh Bình là một xã thuộc huyện Trảng Bom, tỉnh Đồng Nai, Việt Nam.
Xã có diện tích 28,85 km², dân số năm 2014 là 13770 người, mật độ dân số đạt 477 người/km².

## Hành chính
Xã Thanh Bình được chia thành 4 ấp: Lợi Hà, Tân Thành, Trung Tâm, Trường An.